# قاسم نوهو
قاسم نوهو (انگلیسی: Kasim Nuhu؛ زادهٔ ۲۲ ژوئن ۱۹۹۵) بازیکن فوتبال اهل غنا است.
از باشگاه‌هایی که در آن بازی کرده است می‌توان به باشگاه فوتبال هوفنهایم، باشگاه ورزشی یانگ بویز، باشگاه فوتبال لگانس، و باشگاه ورزشی رئال مایورکا اشاره کرد.
وی همچنین در تیم ملی فوتبال غنا بازی کرده است.